# Судзака

36°39′4″ пн. ш. 138°18′25″ сх. д. / 36.65111° пн. ш. 138.30694° сх. д.
Судза́ка (яп. 須坂市, すざかし, МФА: [sud͡zaka ɕi̥]) — місто в Японії, в префектурі Наґано.

## Короткі відомості
Розташоване в північно-східній частині префектури, на березі річки Тікума. Виникло на основі прифортового містечка самурайського роду Хорі. Отримало статус міста 1954 року. Основою економіки є вирощування яблук і винограду, харчова промисловість, текстильна промисловість, виробництво електротоварів, машинобудування, комерція, туризм. Станом на 1 квітня 2009 площа міста становила 149,84 км². Станом на 1 липня 2011 населення міста становило 51 958 осіб.